# خوش‌نوای تیره

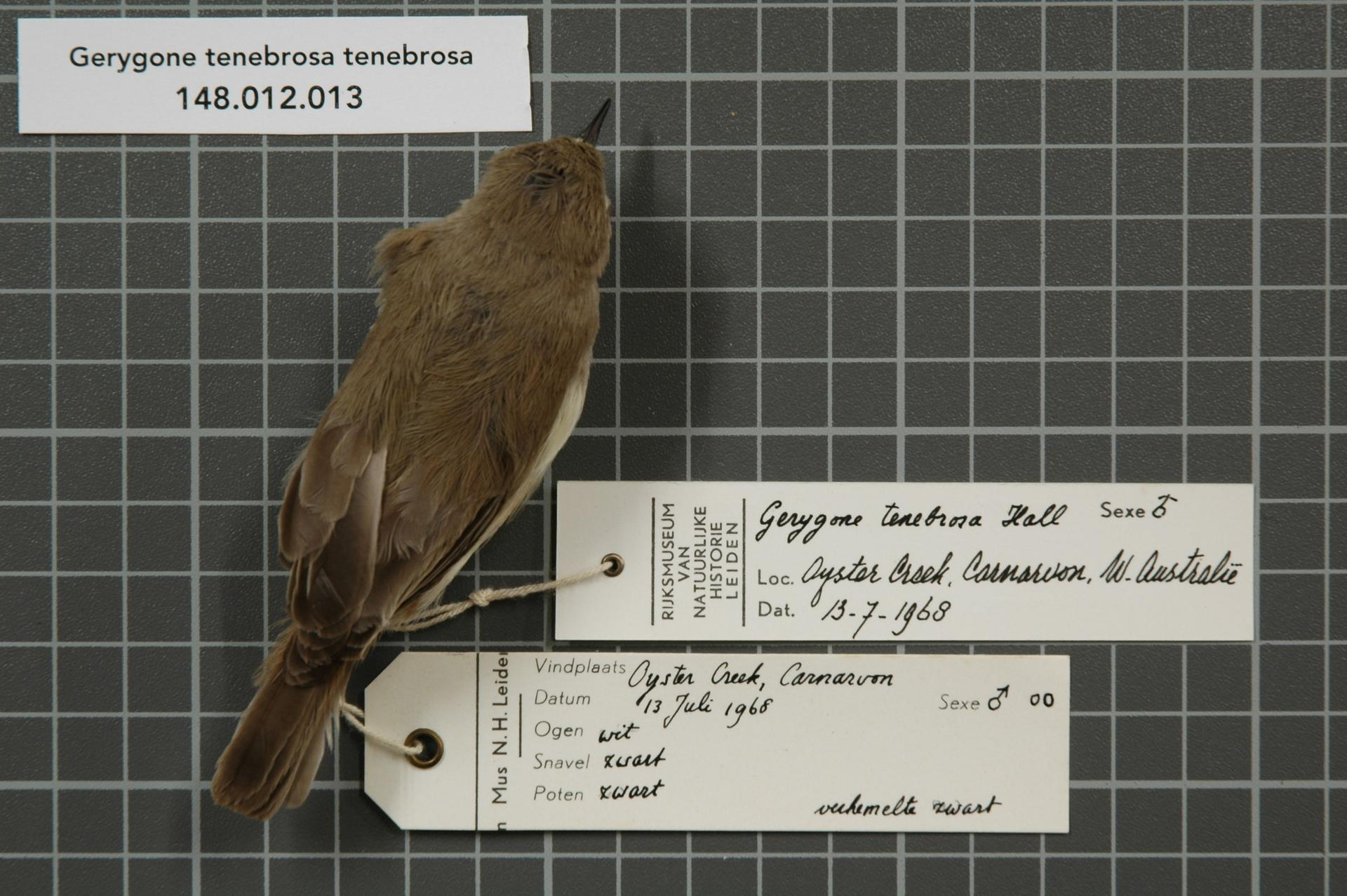
خوش‌نوای تیره

خوش‌نوای تیره (نام علمی: Gerygone tenebrosa) نام یک گونه از سرده خوش‌نوا است.